# Marco Cappato

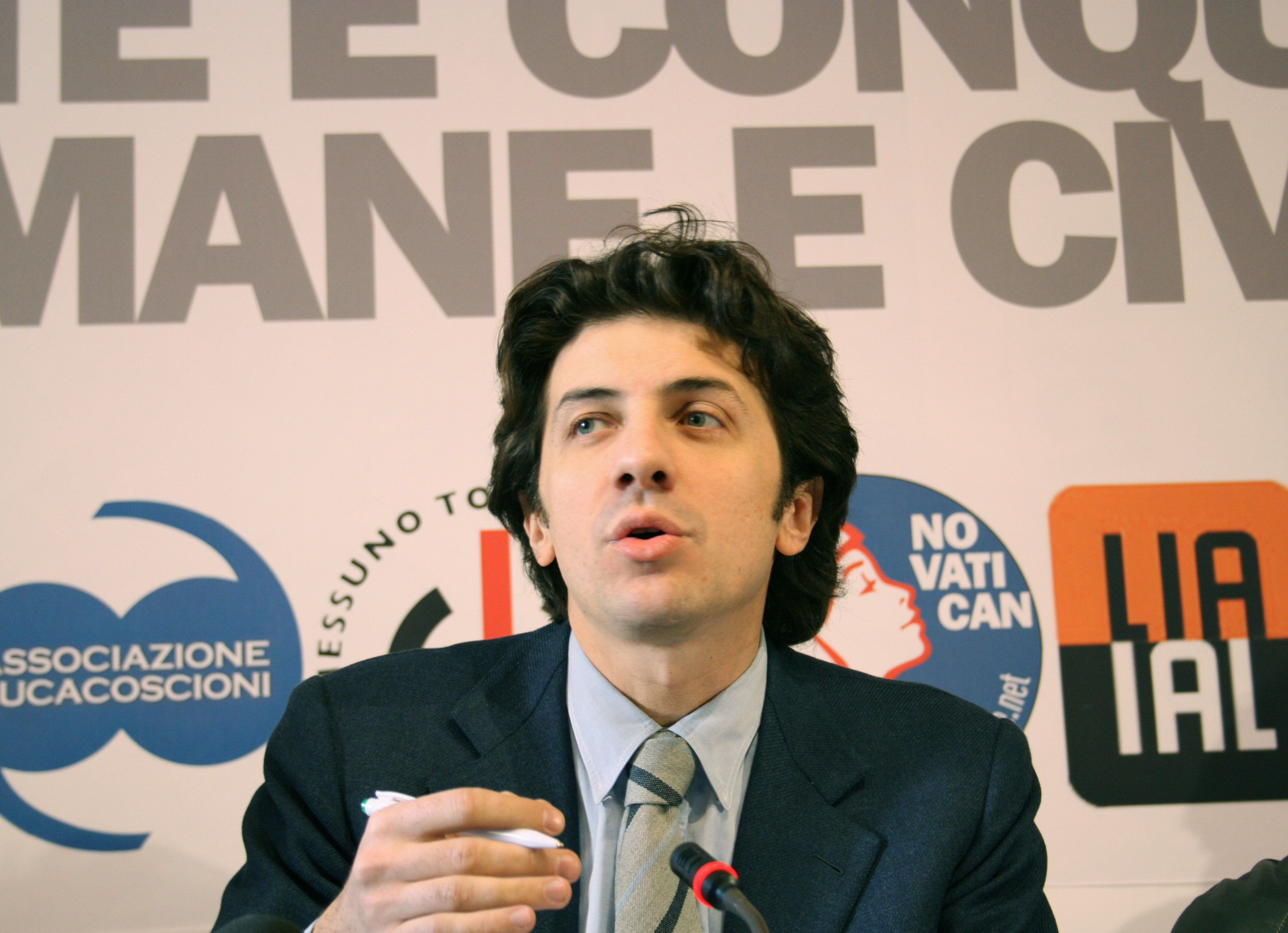
Marco Cappato

Marco Cappato (n. 25 mai 1971, Milano, Italia) este un om politic italian, membru al Parlamentului European în perioada 1999-2004 din partea Italiei.